# 韦特伦
韦特伦（荷蘭語：Wetteren，荷蘭語發音：[ˈʋɛtərə(n)]）是比利时弗拉芒大區东佛兰德省登德爾蒙德區的一个市镇，通行荷蘭語，是弗拉芒社群的一部分，面积36.68平方千米，人口25,477人（2018年1月1日）。